# 十月鉄道支社

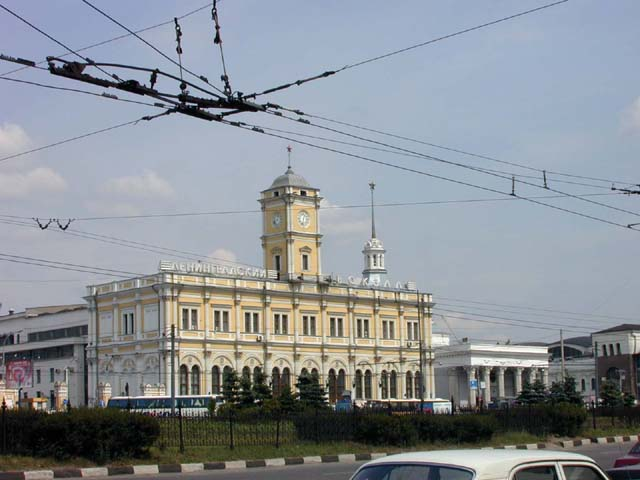
十月鉄道支社レニングラーツキー駅（モスクワ市）

十月鉄道支社（オクチャブリスカヤ鉄道支社、ロシア語: Октябрьская железная дорога）は、ロシア鉄道公開株式会社の支社（Филиал ОАО «РЖД»）の一つ。ヴォログダ州、モスクワ州、トヴェリ州、プスコフ州、ノヴゴロド州、レニングラード州、ムルマンスク州、カレリア共和国、モスクワ連邦市およびサンクトペテルブルク連邦市間（ヤロスラヴリ州経由）のロシア鉄道線を管轄する。

## 概要
ロシア帝国運輸通信省ニコラエフ鉄道局を前身とし、1918年に私鉄のモスクワ─ヴィンダヴォ─ルイビンスク鉄道（Московско-Виндаво-Рыбинская железная дорога）などをあわせて国有化し、ロシア・ソビエト連邦社会主義共和国運輸通信人民委員会ニコラエフ鉄道局に改組。十月革命にちなみ1923年、十月鉄道局に改称した。
ソ連運輸通信省時代の1961年、カリーニン鉄道局を統合。1966年にはЧС2形機関車による時速200キロの速度記録を達成し、同年レーニン勲章を受章した。
のちロシア連邦運輸通信省十月鉄道局を経て、2003年のロシア鉄道公開株式会社発足にともない同社の十月鉄道支社に改組承継された。
ロシア北西部の鉄道輸送を所管し、所管地域の広さはムルマンスクからモスクワにいたる南北2000キロにおよび、そのうち900キロは北極圏内である。管内における輸送シェアは貨物の75％、旅客の40％を占める。従業員数は6万9781人（2009年）。
管内の幹線は国内の最主要路線でもあるモスクワ・サンクトペテルブルク鉄道およびムルマンスク・サンクトペテルブルク鉄道。1984年には最高時速200キロのЭР200形高速急行電車が初めて投入され、2009年まで運用されたほか、同年には独シーメンス社製の新形高速電車「アレグロ」が運行を開始した。

## 地域部
管内の6支店は2010年の地方組織改正にともない廃止され、以下の6地域部が2011年1月1日に発足した。
- モスクワ地域部（電信コード：НОД-1）
- サンクトペテルブルク─ヴィチェプスク地域部（電信コード : НОД-2）
- サンクトペテルブルク地域部（電信コード : НОД-3）
- ペトロザヴォーツク地域部（電信コード : НОД-4）
- ムルマンスク地域部（ロシア語版）（電信コード : НОД-5）
- ヴォルホフ地域部（電信コード : НОД-6）